# シナリー・ディオマンデ
シナリー・ディオマンデ（Sinaly Diomandé、2001年4月9日 - ）は、コートジボワール・ジェカヌー出身のサッカー選手。AJオセール所属。ポジションはDF。コートジボワール代表。

## クラブ経歴
2019年9月、移籍金約55万ユーロでマリのギダースFCというアマチュアクラブからオリンピック・リヨンのリザーブチームに移籍した 。
2019-20シーズンをBチームで過ごし、渡仏2年目となる2020-21シーズンの2020年9月18日、リーグ・アンのOGCニース戦にてトップチームデビューを果たした。

## 代表経歴
2020年10月8日、ベルギー代表との親善試合にてコートジボワール代表での初キャップを経験した。